# Black Mirror 2
Pour les articles homonymes, voir Black Mirror.
Black Mirror 2 ou Black Mirror II est un jeu vidéo d'aventure développé par le studio allemand Cranberry Production et édité en France par Micro Application. Il est sorti en Allemagne en 2009 et en France le 13 mai 2010. Il s'agit de la suite du jeu The Black Mirror, sorti en 2003.

## Trame

### Situation initiale
L'action se déroule en 1993. Darren Michaels est un étudiant en physique américain travaillant chez un photographe de Biddeford, une ville du Maine. Darren réside chez sa mère, qui s'est installée à Biddeford un an plus tôt, désormais retraitée mais ayant été cuisinière dans les années 1960 en Angleterre, dans le village de Willow Creek. En conflit avec son employeur, Darren ne tarde pas à rencontrer Angelina Morgan, une jeune femme d'origine anglaise qui souhaite que Darren réalise des portraits d'elle-même. Alors qu'une relation plus intime commence à se nouer entre les deux personnages, Darren découvre qu'Angelina semble suivie par un inconnu. Par ailleurs, Darren découvre qu'Angelina connaît bien le village de Willow Creek où travaillait sa mère. Rapidement, tout mène Darren vers ce village d'Angleterre marqué 12 ans plus tôt par des évènements troublants (correspondant à l'intrigue de The Black Mirror).

### Personnages principaux
Darren Michaels
Darren est le héros du jeu. Né en février 1970 aux États-Unis, il étudie la physique à l'université et mène une existence paisible. Toutefois, sa rencontre avec Angelina l'entraîne dans une aventure dangereuse qui le mène à Willow Creek où il découvre que les hommes d'une secte séculaire le recherchent. Ayant rapidement compris que sa mère lui a menti sur l'identité de son père, il tente de découvrir de qui il est le descendant. Il finira par découvrir qu'il est le dernier descendant des Gordon, et que sa mère Rebecca Michaels n'est que sa mère adoptive puisqu'il est le fils de Cathrin et Samuel Gordon.
Angelina Morgan
Angelina se présente à Darren comme une étudiante anglaise en histoire et en littérature. Visiblement kidnappée à Willow Creek où elle retourne après avoir rencontré Darren aux États-Unis, sa disparition pousse le jeune étudiant à la chercher. Croyant avoir retrouvé son corps calciné près d'un vieux phare en ruine, il découvre finalement qu'Angelina s'est fait passer pour morte et a fait croire à sa propre disparition pour le faire venir à Willow Creek. Angelina est en réalité la sœur de Darren, fille de Samuel et Cathrin Gordon, née en même temps que lui (ce sont des faux jumeaux). Angelina a hérité de la folie des Gordon qui avait poussé 12 ans plus tôt Samuel Gordon à commettre ses crimes.
Rebecca Michaels
Rebecca Michaels est une ancienne cuisinière ayant travaillé à la fin dans les années 1960 dans le château de Black Mirror dominant le village de Willow Creek. Elle a toujours expliqué à Darren que lorsque celui-ci était encore très jeune, son père était décédé dans un accident de voiture au cours duquel elle, sa mère, avait été sérieusement blessée et lui, Darren, avait été épargné par miracle. Darren ne tarde toutefois pas à découvrir que cette version des faits est en fait un mensonge. Il ne découvre cependant que vers la fin de l'intrigue que Rebecca Michaels n'est que sa mère adoptive. Elle a été chargée au début des années 1970 par Cathrin Gordon d'emmener Darren aux États-Unis en lui mentant sur l'identité de ses véritables parents pour l'éloigner de la propriété de Black Mirror et éviter que le jeune enfant ne soit atteint par la malédiction des Gordon.

## Système de jeu
Black Mirror 2 est un jeu d'aventure utilisant le principe du point & click comme son prédécesseur The Black Mirror. C'est un jeu à la « troisième personne » (vision objective) : le joueur n'incarne pas le personnage de Darren Michaels, mais le dirige à l'écran. Il s'agit d'un jeu en 2,5D : les décors sont en 2D (statiques avec parfois des animations qui s'y superposent) tandis que les personnages sont en 3D.

## Développement
Black Mirror 2 (2009) est sorti bien après The Black Mirror (2003) car le développeur de ce dernier, le studio tchèque Future Games, a tout d'abord refusé de donner une suite à son jeu. L'éditeur allemand dtp Entertainment a insisté pour prendre lui-même en charge la création d'une suite, et après avoir montré une ébauche du nouveau scénario à Future Games, ces derniers ont donné leur accord à l'éditeur allemand pour qu'il puisse réaliser Black Mirror 2. L'éditeur dtp Entertainment a alors confié à sa filiale Cranberry Production le développement du jeu.

## Accueil
- Adventure Gamers : 3,5/5[3]
- Jeuxvideo.com : 16/20[4]

## Postérité
Très peu de temps après la sortie du jeu, dtp Entertainment a annoncé que la réalisation d'une suite, Black Mirror 3, était déjà en cours. Black Mirror 3 a été présenté à l'E3 de juin 2010.